# Голет

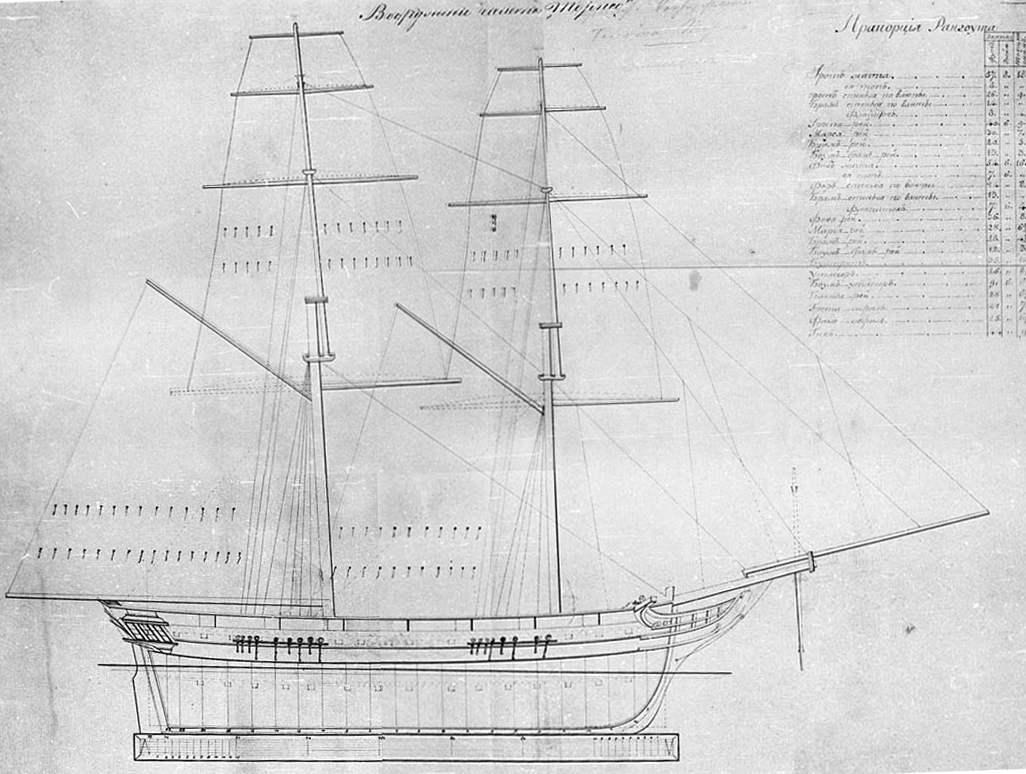
Чертёж голета «Торнео» 1810 года постройки

Голет, галет, гулет (фр. goelette «шхуна») — парусно-гребное двухмачтовое торговое судно или военный корабль европейских государств XVIII — начала XIX века. На рубеже XIX−XX веков название «голет» было вытеснено названием «шхуна».

## Конструкция
Типичный корабль этого типа имел гафельное парусное вооружение по типу шхуны. Между мачтами нёс грот-стаксель, иногда вместо него нёс стеньги с топселями и бом-топселями. На бушприте располагались два кливерных паруса или кливер и стаксель.
Полная длина судна составляла 17−23 метра, ширина 5,2−9,1 метра, высота борта 1,8−3,4 метра, грузоподъёмность 50−100 тонн. Артиллерийское вооружение таких кораблей состояло из 3−26 пушек. Они обладали хорошей способностью к лавированию и могли управляться небольшим экипажем.

## История
Для Балтийского и Черноморского флотов Российской империи было построено около трёх десятков голетов. Их чертежи создавались Г. С. Исаковым, И. В. Курепановым, А. С. Катасановым. Военные голеты широко применялись в русском шхерном флоте, а транспортные в основном на Чёрном и Азовском морях.